# Bakpia
I bakpia (bah-piáT, 肉餅S, Pe̍h-ōe-jīP; letteralmente: "pasta di carne") sono panini dolci indonesiani. Essi fanno anche parte della cucina filippina, dove prendono il nome di  hopia (hó-piáT, 好 餅S, Pe̍h-ōe-jīP; letteralmente: "torta buona").
Esistono diverse varianti di tali dolci e che possono contenere un ripieno a base di fagioli, cappuccino, formaggio, cioccolato, crema pasticcera, durian, mango, ananas e foglie di Pandanus amaryllifolius.
I bakpi rientrano fra i cosiddetti kue, dei tradizionali ed eterogenei dolcetti indonesiani.